# Sherburn
Sherburn ist eine Kleinstadt (mit dem Status „City“) im Martin County im US-amerikanischen Bundesstaat Minnesota. Das U.S. Census Bureau hat bei der Volkszählung 2020 eine Einwohnerzahl von 1.058 ermittelt.

## Geografie
Sherburn liegt im Süden Minnesotas am Westufer des Temperence Lake und südlich des Fox Lake. Die geografischen Koordinaten von Sherburn sind 43°39′08″ nördlicher Breite und 94°43′37″ westlicher Länge. Der Ort erstreckt sich über eine Fläche von 2,36 km².
Benachbarte Orte von Sherburn sind Trimont (13,3 km nördlich), Welcome (9,7 km östlich), Ceylon (20,4 km südsüdöstlich), Dunnell (13,m7 km südsüdwestlich) und Alpha (12,4 km westlich).
Die nächstgelegenen größeren Städte sind Minneapolis (230 km nordöstlich), Minnesotas Hauptstadt Saint Paul (243 km in der gleichen Richtung), Rochester (214 km ostnordöstlich), Iowas Hauptstadt Des Moines (336 km südöstlich), Omaha in Nebraska (350 km südsüdwestlich), Sioux Falls in South Dakota (168 km westlich) und Fargo in North Dakota (495 km nordnordwestlich).

## Verkehr
Entlang des nördlichen Stadtrandes verläuft die Interstate 90, der längste Interstate Highway des Landes. Die Minnesota State Route 4 verläuft als Hauptstraße durch Sherburn. Alle weiteren Straßen innerhalb von Sherburn sind untergeordnete Landstraßen, teils unbefestigte Fahrwege oder innerstädtische Verbindungsstraßen.
Entlang der MN 4 verläuft eine Eisenbahn-Nebenstrecke der heute zur Canadian Pacific Railway gehörenden früheren Eisenbahngesellschaft I&M Rail Link.
Der Jackson Municipal Airport liegt 21 km westlich von Sherburn. Der nächste Großflughafen ist der Minneapolis-Saint Paul International Airport (225 km nordöstlich).

## Demografische Daten
Nach der Volkszählung im Jahr 2010 lebten in Sherburn 1137 Menschen in 500 Haushalten. Die Bevölkerungsdichte betrug 481,8 Einwohner pro Quadratkilometer. In den 500 Haushalten lebten statistisch je 2,23 Personen.
Ethnisch betrachtet setzte sich die Bevölkerung zusammen aus 98,7 Prozent Weißen, 0,3 Prozent Asiaten, 0,1 Prozent Polynesiern sowie 0,1 Prozent aus anderen ethnischen Gruppen; 0,9 Prozent stammten von zwei oder mehr Ethnien ab. Unabhängig von der ethnischen Zugehörigkeit waren 0,7 Prozent der Bevölkerung spanischer oder lateinamerikanischer Abstammung.
23,7 Prozent der Bevölkerung waren unter 18 Jahre alt, 56,9 Prozent waren zwischen 18 und 64 und 19,4 Prozent waren 65 Jahre oder älter. 50,7 Prozent der Bevölkerung war weiblich.

Das mittlere jährliche Einkommen eines Haushalts lag bei 42.619 USD. Das Pro-Kopf-Einkommen betrug 21.490 USD. 13,6 Prozent der Einwohner lebten unterhalb der Armutsgrenze.